# リチャード・デイル
リチャード・デイル (Richard Dale, 1756年11月6日 - 1826年2月26日) は、アメリカ合衆国の軍人、海軍士官。
デイルは1756年にバージニア州ノーフォークで生まれ、1776年に大陸海軍で士官候補生に任命された。1777年、ブリッグのレキシントン (USS Lexington) に乗務中の戦闘で敵軍の捕虜となり、イギリスのミル牢獄に投獄された。しかしながらフランスに脱出し、ジョン・ポール・ジョーンズの一行に加わった。1779年9月23日の戦闘でボノム・リシャール (USS Bonhomme Richard) がセラピス (HMS Serapis) を捕らえたとき、デイルはボノム・リシャールに先任大尉として乗り組んでいた。1781年から1782年の間、デイルはクイーン・オブ・フランス (USS Queen of France) を指揮し、何隻かの敵艦を捕獲した。
デイルは1794年6月4日に合衆国海軍で大佐に任命され、フランスとの擬似戦争では1798年から1801年までガンジス (USS Ganges) の指揮を執った。その後第一次バーバリ戦争では地中海戦隊の指揮を執った。
デイルは1802年12月17日に海軍を退役し、1826年2月26日にフィラデルフィアで没した。なお、デイルの栄誉に因んで何隻かの海軍艦艇がデイルと命名されている。